# Dicrotendipes septemmaculatus
Dicrotendipes septemmaculatus är en tvåvingeart som först beskrevs av Becker 1908.  Dicrotendipes septemmaculatus ingår i släktet Dicrotendipes och familjen fjädermyggor. Inga underarter finns listade i Catalogue of Life.